# 楊璧 (洪武進士)
楊璧，廣東海陽縣（今潮安县）人，明初進士。官至刑部郎中。

## 生平
楊璧少時家貧，生活清苦。無錢買書，向別人借書抄錄，日夜誦讀不輟。稍長，拜同鄉解元蔡希仁為師，學習古文尚書。後成國子監生，洪武十七年（1384年）中式甲子科舉人，洪武二十四年（1391年），登辛未科許觀榜二甲進士，隨即請求歸鄉養親。父母去世時，哀痛守喪。服闕後，朝廷召授刑部郎中。《海陽縣志》有傳。